# Suomy
Suomy est une marque italienne de casques de moto. La gamme de produits Suomy se compose en grande partie de casques de course haut de gamme. Ils sponsorisent de nombreux pilotes de moto, dont Franscesco Bagnaia (Champion du monde MotoGp) Troy Bayliss (WSBK), Max Biaggi (WSBK), Loris Capirossi (MotoGP), James Toseland (MotoGP), Andrea Dovizioso (MotoGP), Alvaro Bautista (MotoGP) et Neil Hodgson (AMA). M. Lesay (GP) M. Malovec (GP)